# Oltarna pregrada
Oltarna pregrada je dio oltara.

## Povijest
U crkvenoj se praksi od davnih vremena odvaja svetišni prostor od broda. Odvaja ga se pregrađivanjem. Oltarna pregrada dijeli prostor svetišta namijenjen kleru ili drugim posvećenim osobama (kao vladare) od broda namijenjenog laicima.
Česti dekor oltarne pregrade su reljefi. Ponekad ju ukrašavaju i kipovi. Teme su svetački likovi ili prizori iz Kristova života. Prve pregrade bile su kamene. Bile su građene tako da su vrata bila u sredini, s velikim pregradnim pločama (plutejima) ili stupovima s lijeve i desne strane. Trokutasti zabat (slavoluk tegurij) bio je uobičajen iznad vrata.
Poslije se kao gradivni materijal koristi i drvo. U kasnijoj graditeljskoj praksi pregrade su spojene s korskim sjedalima; u stolnim crkvama za kanonike, u samostanskim za redovnike. Motivi uresa drvenih pregrada su raspelo, prikazi apostola, proroka, patrijarha ili "staraca" (likova iz Otkrivenja sv. Ivana).
Ako je crkva bila šira, pregrada je mogla imati više uspravnih stupova i razdjelnih ploča. Isto tako, mogla je imati više vrata, ovisno o liturgijskoj praksi. Zapadne crkve postupno gube oltarne pregrade od 12. stoljeća. Sasvim nije nestala, jer se u dijelu zapadnih crkava pretvorila u letner. U istočnim crkvama razvila se u ikonostas.
Korske pregrade ne grade se više od Tridentskog koncila (završio 1562.).
Od 13. stoljeća na mjestu nekadašnje oltarne pregrade javljaju se pričesne klupe.

## Vanjske poveznice
- 13(2005) 1(29) PROSTOR 1 Željko Peković, Duško Violić, Doroti Brajnov: Oltarna ograda crkve sv. Mihajla s otoka Koločepa / Altar Rail of St Michael’s Church on Koločep Island

| Portal:Kršćanstvo | Portal: Kršćanstvo |